# Юрченківська сільська рада (Вовчанський район)
Юрченкі́вська сільська́ ра́да — адміністративно-територіальна одиниця та орган місцевого самоврядування в Вовчанському районі Харківської області. Адміністративний центр — село Юрченкове.

## Загальні відомості
- Юрченківська сільська рада утворена в 1991 році.
- Територія ради: 38,06 км²
- Населення ради: 1 093 особи (станом на 2001 рік)

## Населені пункти
Сільській раді підпорядковані населені пункти:
- с. Юрченкове
- с. Шевченкове

## Склад ради
Рада складається з 12 депутатів та голови.
- Голова ради: Бондаренко Сергій Анатолійович
- Секретар ради: Дерев'янко Валентина Геннадіївна

### Керівний склад попередніх скликань
| Прізвище, ім'я, по батькові         | Основні відомості                                                 | Дата обрання | Дата звільнення |
| ----------------------------------- | ----------------------------------------------------------------- | ------------ | --------------- |
| Чорнобай Володимир Іванович         | Сільський голова, 1958 року народження, безпартійний              | 26.03.2006   | 31.10.2010      |
| Сироватський Володимир Анатолійович | Сільський голова, 1961 року народження, освіта вища, безпартійний | 31.10.2010   | 25.10.2015      |

Примітка: таблиця складена за даними сайту Верховної Ради України

### Депутати
За результатами місцевих виборів 2010 року депутатами ради стали:

#### За суб'єктами висування
| Суб'єкт висування | Кількість обраних депутатів | %   |
| ----------------- | --------------------------- | --- |
|                   | 12                          | 100 |

#### За округами
| № округу        | Прізвище, ім'я, по батькові      | Дата визнання обраним | Освіта             | Партійна приналежність | Відомості про обраного депутата                 |
| --------------- | -------------------------------- | --------------------- | ------------------ | ---------------------- | ----------------------------------------------- |
| Партія регіонів |                                  |                       |                    |                        |                                                 |
| 1               | Сироватська Ірина Алімівна       | 25.10.2015            | середня спеціальна |                        | Дитячий садок, завідувачка                      |
| 2               | Долгов Сергій Іванович           | 25.10.2015            | середня            |                        | ПСП"Молнія-1" охоронець                         |
| 3               | Шурко Наталя Іванівна            | 25.10.2015            | вища               |                        | Юрченківська бібліотека, завідувачка            |
| 4               | Дерев'янко Олександр Петрович    | 25.10.2015            | вища               |                        | Вовчанська насіннева станція, головний агроном  |
| 5               | Ягнюк Тетяна Миколаївна          | 25.10.2015            | вища               |                        | Юрченківська загальноосвітня школа, вчитель     |
| 6               | Дерев'янко Валентина Геннадіївна | 25.10.2015            | середня спеціальна |                        | Юрченківська сільська рада, секретар            |
| 7               | Мірошниченко Тетяна Вікторівна   | 25.10.2015            | середня спеціальна |                        | Юрченківська загальноосвітня школа, бібліотекар |
| 8               | Титаренко Віталій Валерійович    | 25.10.2015            | середня            |                        | Дитячий садок, оператор                         |
| 9               | Тесленко Світлана Олександрівна  | 25.10.2015            | середня спеціальна |                        | Юрченківський будинок культури, директор        |
| 10              | Мартовицька Надія                | 25.10.2015            |                    |                        | ПП"Спмойленко О.М." продавець                   |
| 11              | Долгова Лідія Григорівна         | 25.10.2015            | середня спеціальна |                        | ПСП «Молнія-1», комірник                        |
| 12              | Соколова Катерина Юріївна        | 25.10.2015            | вища               |                        | Юрченківстка с/рада. бухгалтер                  |